# 假牛鞭草
假牛鞭草（学名：Parapholis incurva），为禾本科假牛鞭草属下的一个植物种。